# لويس شوفالييه
لويس شوفالييه (بالفرنسية: Louis Chevalier)‏ هو بروفيسور ومؤرخ فرنسي، ولد في 29 مارس 1911 في L'Aiguillon-sur-Mer ‏ في فرنسا، وتوفي في 3 أغسطس 2001 في باريس في فرنسا.